# Torneig de les Sis Nacions 2004
El Torneig de les Sis Nacions de 2004 fou la 5a edició del Torneig de les sis nacions des de la incorporació d'Itàlia l'any 2000. Incloent els anteriors formats del torneig, aquesta seria l'edició 110 del torneig de les seleccions més prestigiòs de l'hemisferi nord. França va guanyar la competició després d'un torneig rodó, on va guanyar tots els partits i es va endur tots els trofeus que disputava, inclòs el Gran Slam. Irlanda guanyaria la Triple Corona al vèncer a les altres tres seleccions britàniques.

## Participants
| Nació      | Local               | Ciutat     | Entrenador de cap |
| ---------- | ------------------- | ---------- | ----------------- |
| Anglaterra | Twickenham          | Londres    | Clive Woodward    |
| França     | Stade de France     | Sant-Denis | Bernard Laporte   |
| Irlanda    | Lansdowne Carretera | Dublín     | Eddie O'Sullivan  |
| Itàlia     | Stadio Flaminio     | Roma       | John Kirwan       |
| Escòcia    | Murrayfield         | Edimburg   | Williams mat      |
| Gal·les    | Millennium Stadium  | Cardiff    | Steve Hansen      |

## Classificació
| Posició | Nació      | Partits   | Partits  | Partits  | Partits | Puntuació     | Puntuació       | Puntuació  | Puntuació | Punts |
| Posició | Nació      | Disputats | Guanyats | Empatats | Perduts | Punts a favor | Punts en contra | Diferència | Assaigs   | Punts |
| ------- | ---------- | --------- | -------- | -------- | ------- | ------------- | --------------- | ---------- | --------- | ----- |
| 1       | França     | 5         | 5\|      | 0\|      | 0\|     | 144\|         | 60              | +84        | 14        | 10    |
| 2       | Irlanda    | 5         | 4        | 0        | 1       | 128           | 82              | +46        | 17        | 8     |
| 3       | Anglaterra | 5         | 3        | 0        | 2       | 150           | 86              | +64        | 17        | 6     |
| 4       | Gal·les    | 5         | 2        | 0        | 3       | 125           | 116             | +9         | 14        | 4     |
| 5       | Itàlia     | 5         | 1        | 0        | 4       | 42            | 152             | -110       | 2         | 2     |
| 6       | Escòcia    | 5         | 0        | 0        | 5       | 53            | 146             | -93        | 4         | 0     |

## Results

### jornada 1
| França | 35 – 17 (11-3) | Irlanda                                                       | 2004-02-14 14:00 GMT - Stade de France, Saint-Denis Assistència: 79 547 espectadors Àrbitre: Chris White |
| Assaigs: Clerc 28' m Pape 51' c Jauzion 55' c Élissalde 77' c Con: Michalak (3) CC: Michalak (3) 21', 33', 60' | [Fitxa Partit] | Assaigs: Foley 44' c Howe 70' c Con: O'Gara (2) CC: O'Gara 6' | 2004-02-14 14:00 GMT - Stade de France, Saint-Denis Assistència: 79 547 espectadors Àrbitre: Chris White |

| Gal·les                                                                                       | 23 – 10 (18-3) | Escòcia                                                | 2004-02-14 16:00 GMT - Millennium Stadium, Cardiff Assistència: 73 913 espectadors Àrbitre: Donal Courtney |
| Assaigs: R. Williams (2) 3' c, 50' m A. Jones 15' m Con: S. Jones CC: S. Jones (2) 25', 40+2' | [Fitxa Partit] | Assaig: Taylor 80+6' c Con: Paterson Drop: Paterson 8' | 2004-02-14 16:00 GMT - Millennium Stadium, Cardiff Assistència: 73 913 espectadors Àrbitre: Donal Courtney |

| Itàlia                                    | 9 – 50 (9-26)  | Anglaterra | 2004-02-15 15:00 GMT - Stadio Flaminio, Roma Assistència: 28 500 espectadors Àrbitre: Andy Turner |
| CC: Wakarua (2) 22', 29' Drop: Wakarua 6' | [Fitxa Partit] | Assaigs: Balshaw 16' c Robinson (3) 23' m, 40+3' m, 64' m Lewsey 59' c Grayson 70' c Jones 80+6' m Con: Grayson (3) CC: Grayson (3) 2', 20', 36' | 2004-02-15 15:00 GMT - Stadio Flaminio, Roma Assistència: 28 500 espectadors Àrbitre: Andy Turner |

### jornada 2
| França                                                                                                | 25 – 0 (10-0)  | Itàlia | 2004-02-21 14:00 GMT - Stade de France, Saint-Denis Assistència: 79 080 espectadors Àrbitre: Alan Lewis |
| Assaigs: Harinordoquy (2) 25' c, 65' c Elhorga 75' m Con: Élissalde (2) CC: Élissalde 13' Traille 42' | [Fitxa Partit] |        | 2004-02-21 14:00 GMT - Stade de France, Saint-Denis Assistència: 79 080 espectadors Àrbitre: Alan Lewis |

| Escòcia                                                       | 13 – 35 (6-20) | Anglaterra | 2004-02-21 17:30 GMT - Murrayfield, Edimburg Assistència: 67 500 espectadors Àrbitre: Pablo Deluca |
| Assaig: Danielli 58' c Con: Paterson CC: Paterson (2) 3', 26' | [Fitxa Partit] | Assaigs: Cohen 11' c Balshaw 31' c Lewsey 48' m Grewcock 69' c Con: Grayson (3) CC: Grayson (3) 16', 29', 66' | 2004-02-21 17:30 GMT - Murrayfield, Edimburg Assistència: 67 500 espectadors Àrbitre: Pablo Deluca |

| Irlanda                                                                                               | 36 – 15 (24-3) | Gal·les                                                          | 2004-02-22 15:00 GMT - Lansdowne Road, Dublín Assistència: 49 000 espectadors Àrbitre: Joël Jutge |
| Assaigs: Byrne (2) 1' c, 40+2' m O'Driscoll (2) 15' c, 53' c O'Gara 31' m Foley 48' m Con: O'Gara (3) | [Fitxa Partit] | Assaigs: Shanklin (2) 64' m, 77' c Con: S. Jones CC: S. Jones 6' | 2004-02-22 15:00 GMT - Lansdowne Road, Dublín Assistència: 49 000 espectadors Àrbitre: Joël Jutge |

### jornada 3
| Itàlia                                                             | 20 – 14 (9-9)  | Escòcia · (-)                                           | 2004-03-06 13:30 GMT - Stadio Flaminio, Roma Assistència: 21 340 espectadors Àrbitre: Nigel Whitehouse |
| Assaig: Ongaro 42' m CC: de Marigny (5) 3', 12', 40+5', 74', 80+5' | [Fitxa Partit] | Assaig: Webster 80+7' m CC: Paterson (3) 9', 35', 40+2' | 2004-03-06 13:30 GMT - Stadio Flaminio, Roma Assistència: 21 340 espectadors Àrbitre: Nigel Whitehouse |

| Anglaterra                                                 | 13 – 19 (10-12) | Irlanda                                                               | 2004-03-06 16:00 GMT - Twickenham, Londres Assistència: 75 000 espectadors Àrbitre: Paul Honiss |
| Assaig: Dawson 27' c Con: Grayson CC: Grayson (2) 32', 72' | [Fitxa Partit]  | Assaig: Dempsey 52' c Con: O'Gara CC: O'Gara (4) 17', 24', 34', 40+3' | 2004-03-06 16:00 GMT - Twickenham, Londres Assistència: 75 000 espectadors Àrbitre: Paul Honiss |

| Gal·les                                                                            | 22 – 29 (12-13) | França | 2004-03-07 15:00 GMT - Millennium Stadium, Cardiff Assistència: 72 500 espectadors Àrbitre: Stuart Dickinson |
| Assaig: M. Williams 80+5' c Con: S. Jones CC: S. Jones (5) 12', 19', 24', 27', 55' | [Fitxa Partit]  | Assaigs: Harinordoquy 40+1' c Élissalde 58' c Con: Élissalde (2) CC: Élissalde (5) 6', 17', 46', 48', 74' | 2004-03-07 15:00 GMT - Millennium Stadium, Cardiff Assistència: 72 500 espectadors Àrbitre: Stuart Dickinson |

### jornada 4
| Irlanda                                                              | 19 – 3 (12-3)  | Itàlia             | 2004-03-20 13:30 GMT - Lansdowne Road, Dublín Assistència: 49 250 espectadors Àrbitre: Kelvin Deaker |
| Assaigs: O'Kelly 29' m O'Driscoll 36' c Horgan 55' c Con: O'Gara (2) | [Fitxa Partit] | CC: de Marigny 72' | 2004-03-20 13:30 GMT - Lansdowne Road, Dublín Assistència: 49 250 espectadors Àrbitre: Kelvin Deaker |

| Anglaterra                                                                                           | 31 – 21 (16-9) | Gal·les                                                                            | 2004-03-20 16:00 GMT - Twickenham, Londres Assistència: 72 200 espectadors Àrbitre: Andrew Cole |
| Assaigs: Cohen (2) 6' c, 67' c Worsley 80+4' m Con: Barkley (2) CC: Barkley (4) 19', 23', 40+6', 78' | [Fitxa Partit] | Assaigs: G. Thomas 42' c Taylor 51' m Con: S. Jones CC: S. Jones (3) 11', 15', 26' | 2004-03-20 16:00 GMT - Twickenham, Londres Assistència: 72 200 espectadors Àrbitre: Andrew Cole |

| Escòcia | 0 – 31 (0-11)  | França                                                                                             | 2004-03-21 15:00 GMT - Murrayfield, Edimburg Assistència: 67 500 espectadors Àrbitre: Scott Young |
|         | [Fitxa Partit] | Assaigs: Magne 7' m Jauzion (2) 68' c, 79' c Con: Yachvili (2) CC: Yachvili (4) 15', 35', 43', 48' | 2004-03-21 15:00 GMT - Murrayfield, Edimburg Assistència: 67 500 espectadors Àrbitre: Scott Young |

### jornada 5
| Gal·les | 44 – 10 (16-3) | Itàlia                                            | 2004-03-27 14:00 GMT - Millennium Stadium, Cardiff Assistència: 72 500 espectadors Àrbitre: Mark Lawrence |
| Assaigs: S. Williams (2) 29' m, 69' c R. Williams (2) 36' m, 72' c G. Thomas 56' c Shanklin 61' c Con: S. Jones (4) CC: S. Jones (2) 12', 18' | [Fitxa Partit] | Assaig: Masi 64' c Con: Wakarua CC: de Marigny 3' | 2004-03-27 14:00 GMT - Millennium Stadium, Cardiff Assistència: 72 500 espectadors Àrbitre: Mark Lawrence |

| Irlanda | 37 – 16 (16-9) | Escòcia                                                                   | 2004-03-27 16:00 GMT - Lansdowne Road, Dublín Assistència: 42 750 espectadors |
| Assaigs: D'Arcy (2) 20' m, 79' c Murphy 40+1' m Wallace 56' c Stringer 66' c Con: O'Gara (3) CC: O'Gara (2) 5', 26' | [Fitxa Partit] | Assaig: Hogg 51' c Con: Paterson CC: Paterson (2) 1', 24' Drop: Parks 38' | 2004-03-27 16:00 GMT - Lansdowne Road, Dublín Assistència: 42 750 espectadors |

| França                                                                                         | 24 – 21 (21-0) | Anglaterra                                                                     | 2004-03-27 20:00 GMT - Stade de France, Saint-Denis Assistència: 79 906 espectadors Àrbitre: Alain Rolland |
| Assaigs: Harinordoquy 26' m Yachvili 40+2' c Con: Yachvili CC: Yachvili (4) 22', 35', 40', 52' | [Fitxa Partit] | Assaigs: Cohen 53' m Lewsey 76' c Con: Barkley CC: Barkley (3) 40+1', 49', 73' | 2004-03-27 20:00 GMT - Stade de France, Saint-Denis Assistència: 79 906 espectadors Àrbitre: Alain Rolland |

- Anglaterra havia de guanyar de 8 punts per aconseeguir el títol.[3]